# Mario Capasso
Mario Capasso (* 7. Mai 1951 in Neapel; † 26. Dezember 2023) war ein italienischer Papyrologe.

## Leben und Werk
Mario Capasso studierte und lehrte zunächst 1975 bis 1986 an der Universität Neapel Federico II bei Marcello Gigante Papyrologie, wo er seit 1980 als wissenschaftlicher Mitarbeiter auch lehrte.  1986 wurde er als außerordentlicher Professor für Paläographie und Diplomatik an die Universität Lecce berufen, wo er im Jahr 2000 zum ordentlichen Professor ernannt wurde. 1992 begründete er dort das Centro di Studi Papirologici dell'Università del Salento und war seit 2007 Gründungsdirektor des Papyrologischen Museums der Universität. Zusätzlich übernahm er die stellvertretende Leitung des Istituto Universitario Orientale an der Universität Neapel L’Orientale, an der er wie auch an der Universität Foggia griechische Paläographie lehrte. Gemeinsam mit Paola Davoli leitete er seit 2006 die Ausgrabungen des Centro di Studi Papirologici der Universität Lecce in Soknopaiu Nesos im Fayyum, zuvor zwischen 1993 und 2003 mit Sergio Pernigotti die gemeinsame Grabung der Universitäten Lecce und Bologna in Bakchias. 2004 war Capasso Präsident der Associazione Italiana di Cultura Classica.
Capasso war ab 1992 Herausgeber der Zeitschrift Papyrologica Lupiensia, ab 2004 der Studi di Egittologia e di Papirologia und ab 2007 gemeinsam mit Francesco Magistrale der Scripta. Zudem gab er die Reihen Syngrammata. Ricerche di Papirologia, La Memoria e l’Antico. Materiali e Ricerche per la storia dello studio del Mondo Antico, Gli Album del Centro di Studi Papirologici dell’Università degli Studi di Lecce, L’Officina. Piccola Biblioteca di Papirologia Ercolanese und Biblioteca degli Studi di Egittologia e di Papirologia heraus. 2006 wurde er ins Consiglio Direttivo Nazionale dell’Associazione Italiana di Cultura Classica berufen, zudem in das Herausgebergremium des Zentralorgans der Vereinigung, Atene e Roma, kooptiert. Im Jahr 2018 wurde er mit einer Festschrift geehrt. Er war der Organisator des 29. Internationalen Kongresses für Papyrologie, der vom 28. Juli bis 3. August 2019 in Lecce stattfand. Die Kongressakten gab er im Jahr 2022 zusammen mit Paola Davoli und Natascia Pellé heraus.
Capasso beschäftigte sich neben seinen Grabungsaktivitäten mit allgemeinen Fragen in der Papyrologie mit Schwerpunkt auf den literarischen Papyri, insbesondere den karbonisierten Herkulanensischen Papyri aus der Villa dei Papiri, sowie mit der Restaurierung von Papyri und der griechischen Paläographie, ferner mit der Wissenschaftsgeschichte des Faches. Er hat weit über 400 Beiträge zur Papyrologie veröffentlicht.
Capasso ist Verfasser einiger Kriminalromane, in denen Papyri und Papyrologen eine Rolle spielen.

## Schriften (Auswahl)
Das aktuellste und vollständigste Schriftenverzeichnis (475 Nummern bis 2023), basierend auf Natascia Pellé: Pubblicazioni di Mario Capasso. In: Paola Davoli und Natascia Pellé (Hrsg.): Polymatheia. Studi Classici offerti a Mario Capasso. Pensa Multimedia, Lecce 2018, S. 961–976, findet sich in: Dialogo con Mario Capasso (intervistato da Paola Davoli, Natascia Pellé, Alberto Buonfino). Edizioni Milella, Cosenza 2023, S. 65–99.
- Trattato etico epicureo (= PHerc. 346). Edizione, traduzione e commento. Giannini, Neapel 1982.
- Il sepolcro di Virgilio. Giannini, Neapel 1983.
- Carneisco, il secondo libro del Filista (= PHerc. 1027). Edizione, traduzione e commento. Bibliopolis, Neapel 1988.
- Manuale di Papirologia Ercolanese (= Università degli Studi <Lecce>. Dipartimento di Filologia Classica e Medievale. Testi e studi. Band 3). Congedo, Galatina (Lecce) 1991.
- Margini ercolanesi (= Syngrammata. Band 1). Le Edizione dell'Elleboro, 2. Aufl. Neapel 1991.
- als Herausgeber: Omaggio a Medea Norsa. Le Edizione dell'Elleboro, Neapel 1993.
- Volumen. Aspetti della tipologia del rotolo librario antico. Procaccini, Neapel 1995.
- mit Sergio Pernigotti: Bakchias IV. Rapporto Preliminare della Campagna di Scavo del 1996. Istituti editoriali e poligrafici internazionali, Pisa/Rom 1997.
- mit Sergio Pernigotti: Bakchias V. Rapporto Preliminare della Campagna di Scavo del 1997. Istituti editoriali e poligrafici internazionali, Pisa/Rom 1998.
- Andrea de Jorio Officina de’ Papiri descritta, ristampa dell’edizione del 1825 (= Syngrammata. Band 3). Eurocomp, Neapel 1998.
- mit Sergio Pernigotti und Paola Davoli: Bakchias VI. Rapporto Preliminare della Campagna di Scavo del 1998. Istituti editoriali e poligrafici internazionali, Pisa/Rom 1999.
- mit Sergio Pernigotti und Paola Davoli: Bakchias VII. Rapporto Preliminare della Campagna di Scavo del 1999. 2000 Publisher, Imola 2000.
- mit Sergio Pernigotti und Paola Davoli: Bakchias VIII. Rapporto Preliminare della Campagna di Scavo del 2000. 2000 Publisher, Imola 2001.
- mit Sergio Pernigotti und Paola Davoli: Bakchias IX. Rapporto Preliminare della Campagna di Scavo del 2001. 2000 Publisher, Imola 2002.
- Come tele di ragno sgualcite. D.-V. Denon e J.-F. Champollion nell’Officina dei Papiri Ercolanesi. Eurocomp 2000, Neapel 2002.
- Il ritorno di Cornelio Gallo: il papiro di Qaṣr Ibrîm venticinque anni dopo (= Album del Centro di studi papirologici dell'Università degli studi di Lecce. Band 5). Graus, Neapel 2003, ISBN 978-88-8346-045-6.
- Contributi alla storia dell’Officina dei Papiri Ercolanesi 3. Graus, Neapel 2003.
- Introduzione alla Papirologia. Dalla pianta di papiro all’informatica papirologica. Il Mulino, Bologna 2005, ISBN 88-15-10695-2.
- als Herausgeber: Hermae. Scholars and Scholarship in Papyrology [Band 1] (= Biblioteca degli ’Studi di Egittologia e di Papirologia‘. Band 4). Giardini editor, Pisa, 2007, ISBN 88-427-1442-9.
- Che cos'è la Papirologia. Carocci, Rom 2009, ISBN 978-88-430-4885-4.
- als Herausgeber: Hermae. Scholars and Scholarship in Papyrology, Band 2 (= Biblioteca degli ‘Studi di Egittologia e di Papirologia’. Band 7). Fabrizio Serra editore, Pisa/Roma, 2010, ISBN 978-88-6227-337-4. Rezension von: Arthur Verhoogt: In: Bryn Mawr Classical Review 2011.06.12
- Les papyrus latins d'Herculanum. Découverte, consistance, contenu (= Cahiers du CEDOPAL. Band 6). CeDoPaL, Liège 2011, ISBN 978-2-87456-159-7.
- als Herausgeber mit Paola Davoli: Soknopaiou Nesos Project. I (2003-2009) (= Biblioteca degli ‘Studi di Egittologia e di Papirologia’. Band 9). Serra, Pisa/Rom 2012.
- als Herausgeber: Hermae. Scholars and Scholarship in Papyrology, Band 3 (= Biblioteca degli ‘Studi di Egittologia e di Papirologia’. Band 10). Serra, Pisa/Rom 2013.
- als Herausgeber: Hermae. Scholars and Scholarship in Papyrology, Band 4 (= Biblioteca degli ‘Studi di Egittologia e di Papirologia’. Band 11). Serra, Pisa/Rom 2015.
- Paola Davoli und Natascia Pellé (Herausgeber): Polymatheia. Studi Classici offerti a Mario Capasso. (Festschrift). Pensa Multimedia, Lecce 2018.
- als Herausgeber mit Paola Davoli und Natascia Pellé: Proceedings of the 29th International Congress of Papyrology. Lecce, 28 July – 3 August 2019 Band 1–2. Centro di Studi Papirologici dell’Università del Salerno, Lecce 2022.
- als Herausgeber: Hermae. Scholars and Scholarship in Papyrology, Band 5 (= Biblioteca degli ‘Studi di Egittologia e di Papirologia’. Band 17). Serra, Pisa/Rom 2023.
- Dialogo con Mario Capasso (intervistato da Paola Davoli, Natascia Pellé, Alberto Buonfino). Edizioni Milella, Cosenza, 2023.

Historische Romane:
- Il dr. Cavendish e la mummia del Museo orientale. Pensa multimedia, Lecce, Rovato 2010, ISBN 978-88-8232-654-8
- Il dr. Cavendish e il manoscritto biblico. Pensa multimedia, Lecce, Rovato 2013, ISBN 978-88-6760-151-6.
- Il dr. Cavendish e la setta degli adoratori di Anubi. Pensa multimedia, Lecce, Rovato 2017, ISBN 978-88-6760-497-5
- Il dr. Cavendish e il Monastero della Seconda Luna. Pensa multimedia, Lecce, Rovato 2020, ISBN 978-88-6760-696-2
- Il dr. Cavendish e il caso dei falsi papiri. Pensa multimedia, Lecce, Rovato 2021, ISBN 978-88-6760-848-5
- Il dr. Cavendish e le opere perdute di Euripide. Pensa multimedia, Lecce, Rovato 2023, ISBN 979-12-5568-053-6